# 格朗里维耶尔
格朗里维耶尔（法語：Grand'Rivière，法語發音：[ɡʁɑ̃ʁivjɛʁ]）是法国海外省马提尼克的一个市镇，属于拉特里尼泰区。

## 地理
格朗里维耶尔（14°52'24"N, 61°10'53"W）面积16.6 平方千米，位于法国海外省马提尼克。
与格朗里维耶尔接壤的市镇（或旧市镇、城区）包括：马库巴、勒普雷舍。
格朗里维耶尔的时区为UTC−04:00（大西洋时区）。

## 行政
格朗里维耶尔的邮政编码为97218，INSEE市镇编码为97211。

## 政治
格朗里维耶尔的现任市长为让-路易·马里-路易斯（Jean-Louis Marie-Louise）先生，任期为2020-2026年。

## 人口
格朗里维耶尔于2022年1月1日时的人口数量为508人。